# Frunti

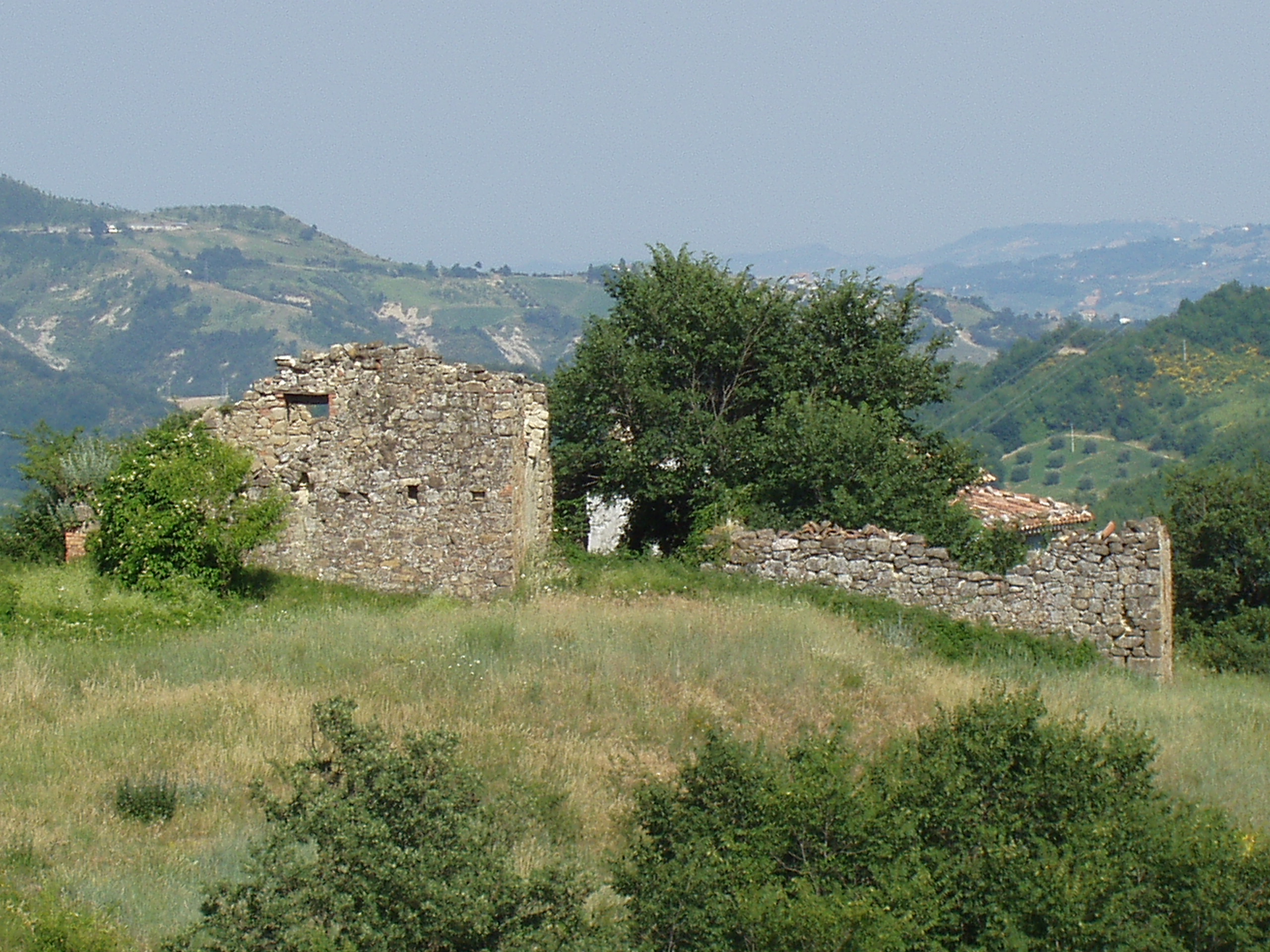
I ruderi del paese abbandonato di Frunti

Frunti o Fronto è stata un'antica circoscrizione territoriale e amministrativa di cui ancora oggi si ha memoria del suo nome, sita a sud ovest di Teramo, comune di cui è frazione, che nel corso del basso medioevo assunse estensione e confini diversi.
I ruderi sono posti tra le frazioni Valle San Giovanni e Faieto, nel comune di Teramo.

## Storia
Secondo i documenti superstiti, quali quelli descritti da Niccola Palma, e dai sopralluoghi effettuati per la redazione dei Documenti dell'Abruzzo Teramano (DAT), i pochi ruderi a cui si vorrebbe attribuire la antica denominazione si devono invece ricondurre al distrutto paese di Solignano la cui chiesa era dedicata a S. Maria, sito sulla sommità del colle e sull'antico tracciato viario che conduceva sin dall'antichità al tempio di Pagliaroli, e che nel XIV secolo dipendeva promiscuamente sia dalla pieve di Pagliaroli che dall'Abbazia di S. Giovanni in Pergulis, mentre il nome Frunti, derivato dall'aspetto alto e ripido del colle, come comunemente accadeva per i comuni abruzzesi, non identificava necessariamente una località ma tutto il territorio. La comunità ebbe il privilegio del Foro almeno dal 1328.

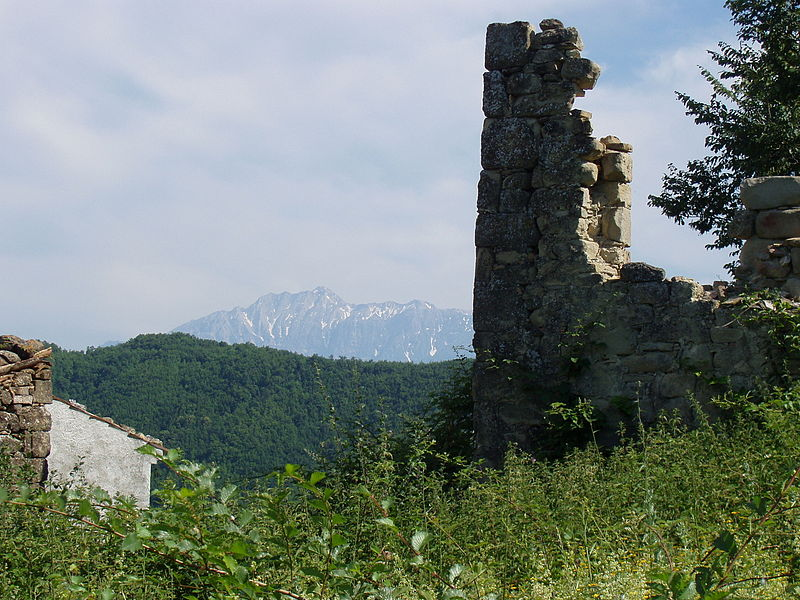
I resti del paese abbandonato di Frunti

Nota almeno dalla metà del XIII secolo, dette il nome alla famiglia feudale "di Fronto" che ne fu feudataria fino a buona parte del Trecento, e che per brevi periodi detenne anche quote del confinante castello di Fornarolo.
Nel territorio noto sin dal XII secolo anche con il nome di Terra Teoderadesca, che comprese per un periodo anche i comuni o castra di Scalellis e Rocca di Padula, poi riunite al comprensorio di Montagna di Roseto e oggi facenti parte del comune di Cortino, sorgeva l'antica abbazia benedettina di S. Giovanni in Pergulis nota sin dalla bolla di papa Anastasio IV del 1153, come possedimento della Chiesa Aprutina. L'abbazia, che godette di diritti signorili nel territorio circostante e di cui rimangono solo i ruderi del campanile a vela, sorgeva nelle immediate vicinanze a Ovest dell'attuale località di Valle San Giovanni, già esistente nel XIV secolo e che si ritiene quindi ragionevolmente rappresentare il capoluogo dell'antica Frunti, e forse anche la probabile residenza dell'antica famiglia signorile. Solo a partire dal XVI secolo tuttavia nei documenti feudali conservati nella Regia Camera della Sommaria a Napoli il territorio di Frunti iniziava ad essere sinonimo di quello di Valle San Giovanni.
L'antico comune, privato di alcuni territori, venne poi aggregato alla Contea poi Marchesato di Montorio di cui ne seguì le vicende fino alla eversione della feudalità. Oggi gran parte del suo territorio è annesso al Comune di Teramo.